# Machigengacris vittata
Machigengacris vittata är en insektsart som först beskrevs av Bruner, L. 1920.  Machigengacris vittata ingår i släktet Machigengacris och familjen gräshoppor. Inga underarter finns listade i Catalogue of Life.